# Kisgyőr
Kisgyőr község Borsod-Abaúj-Zemplén vármegye Miskolci járásában.

## Fekvése
Miskolctól közúton 16 kilométerre délnyugatra fekszik, a Bükk-vidék déli részén.
Lényegében zsáktelepülésnek tekinthető, közúton csak a Miskolc-Vatta közt húzódó 2515-ös útból kiágazó 25 117-es számú mellékúton érhető el. Határszélét nyugaton érinti még a 2511-es út is.

## Története
Kisgyőr már a bronzkor óta lakott, a leleteket a Herman Ottó Múzeum őrzi Miskolcon. A település neve a gyűrű alakú földvárak nevéből ered, melyekből több is állt a környéken. Ezek közül legismertebbek a Halomvár és Leányvár, Hársas-vár, Majorvár, Kecskevár, Latorvár. Kisgyőr neve is a gyűrű alakú földvárak nevéből származik, a „kis” előtagot valószínűleg azért kapta, hogy megkülönböztessék Diósgyőrtől.
Az Árpád-korban a Bors nemzetség birtoka volt. A muhi csatát követően IV. Béla magyar király Kisgyőrön keresztül menekült Bükkszentkereszt irányába, és a település mellett megpihent kíséretével. Ez a dűlő a király széke nevet viseli napjainkban is. A muhi csatát követően Kisgyőr mellett, a kék-mezőn volt a következő ütközet, ahol súlyos vereséget szenvedett magyar sereg kék ruhába öltözött katonáinak holttestétől kéknek látszott a mező. A menekülés közben utolért és lemészárolt katonák utolsó csatahelyeként, a mészárszék oldalt jelölik korabeli feljegyzések. A tatárjárás után Ernye bán kapta. IV. Béla Diósgyőrben kővárat építtetett a földvár helyére. Ernye bán leszármazottai elvesztették a birtokot, amikor szembeszálltak Károly Róberttel. Innentől a magyar királynék jegyajándéka volt.
A törökök Eger ostromakor kifosztották és felgyújtották a települést. A török időkben tért át a falu lakossága a református hitre, de temploma csak 1776-ban épült.
1848-ban eltörölték a jobbágyságot az országban, Kisgyőr még évtizedeken át pereskedett földesurával, a magyar koronával a földek miatt.
1962-ben bevezették a községbe a villanyt.
A lakosság a múltban főként mezőgazdasággal, szőlőtermesztéssel foglalkozott, ma egy részük Miskolcra jár dolgozni.

## Közélete

### Polgármesterei
- 1990–1994: Kovács Károly (független)[4]
- 1994–1998: Kovács Károly (független)[5]
- 1998–2002: Kovács Károly (független)[6]
- 2002–2006: Czeglédi Dezső (független)[7]
- 2006–2010: Czeglédi Dezső (független)[8]
- 2010–2014: Kékedi László Vilmos (független)[9]
- 2014–2019: Kékedi László Vilmos (független)[10]
- 2019–2024: Kékedi László Vilmos (független)[11]
- 2024– : Kékedi László Vilmos (független)[1]

## Népesség
A település népességének változása:
| Lakosok száma | 1664 | 1675 | 1680 | 1579 | 1572 | 1572 | 1571 |
|               | 2013 | 2014 | 2015 | 2021 | 2022 | 2023 | 2024 |

2001-ben a település lakosságának 92%-a magyar, 8%-a cigány nemzetiségűnek vallotta magát.
A 2011-es népszámlálás során a lakosok 88,1%-a magyarnak, 5,9% cigánynak, 0,3% németnek mondta magát (11,9% nem nyilatkozott; a kettős identitások miatt a végösszeg nagyobb lehet 100%-nál). A vallási megoszlás a következő volt: római katolikus 17,4%, református 52,3%, görögkatolikus 1,3%, felekezeten kívüli 7,2% (18,1% nem válaszolt).
2022-ben a lakosság 91,3%-a vallotta magát magyarnak, 5,4% cigánynak, 0,4% ukránnak, 0,3% németnek, 0,1% ruszinnak, 0,1% románnak, 1,8% egyéb, nem hazai nemzetiségűnek (8,1% nem nyilatkozott; a kettős identitások miatt a végösszeg nagyobb lehet 100%-nál). Vallásuk szerint 12,7% volt római katolikus, 39,4% református, 1,5% görög katolikus, 2,1% egyéb keresztény, 0,5% evangélikus, 0,3% ortodox, 6% felekezeten kívüli (37,2% nem válaszolt).

## Nevezetességei
- Alsó-Kecskevár
- Halomvár
- Majorvár
- Hársasvár
- Várvölgye
- Palabánya
- Kék-mező
- Mészkőbánya
- Kisgyőri szürke kő néven ismert vulkáni kőzet; építőanyagként használják
- Rendkívüli zamatú kristálytiszta forrásvizek
- Köbölkút
- Palabánya forrás
- Új kút
- Sövénykút
- Turul-szobor[15]
- Szeles-barlang
- Szent Korona Kilátó[16]
- Szabadtéri Betlehemes[17]
- Golgota[18]
- Parlagi Sas Tanösvény[19]

## Híres emberek
- Bihari Gabriella festőművész
- Bihari Sándor költő
- Boncsér Árpád festőművész
- Fekete Győr István zenetanár, zeneszerző
- Nemcsák Károly színművész
- Szabó Sándor költő
- Szécsi Zoltán fényképész

## Testvértelepülései
- Sajógömör (Szlovákia)[forrás?]
- Várhosszúrét (Szlovákia)[20]
- Mezőgecse (Ukrajna)[20]
- Mezőbergenye (Románia)[20]
- Tiszagyulaháza[20]